# Olympische Sommerspiele 1956/Radsport – Zeitfahren Bahn (Männer)
Bei den Olympischen Spielen 1956 in der australischen Metropole Melbourne wurde am 6. Dezember das 1000-m-Zeitfahren im Radsport für Männer ausgetragen.
22 Sportler aus 22 Nationen ermittelten im Melbourner Olympic Park Velodrome den Olympiasieger: Es gewann der Italiener Leandro Faggin vor dem Tschechoslowaken Ladislav Fouček und dem Südafrikaner Jimmy Swift.

## Ergebnis
| Rang | Name              | Nation                | Zeit       | Diff.   |
| ---- | ----------------- | --------------------- | ---------- | ------- |
| 1    | Leandro Faggin    | Italien               | 1:09,8 min |         |
| 2    | Ladislav Fouček   | Tschechoslowakei      | 1:11,4 min | +1,6 s  |
| 3    | Jimmy Swift       | Südafrikanische Union | 1:11,6 min | +1,8 s  |
| 4    | Warren Scarfe     | Australien            | 1:12,1 min | +2,3 s  |
| 5    | Alan Danson       | Großbritannien        | 1:12,3 min | +2,5 s  |
| 5    | Boris Sawostin    | Sowjetunion           | 1:12,3 min | +2,5 s  |
| 5    | Luis Serra        | Uruguay               | 1:12,3 min | +2,5 s  |
| 8    | Warwick Dalton    | Neuseeland            | 1:12,6 min | +2,8 s  |
| 9    | Anésio Argenton   | Brasilien             | 1:12,7 min | +2,9 s  |
| 10   | Allen Bell        | Vereinigte Staaten    | 1:12,8 min | +3,0 s  |
| 11   | Kurt Schein       | Österreich            | 1:13,1 min | +3,3 s  |
| 12   | Tetsuo Ōsawa      | Japan                 | 1:13,3 min | +3,5 s  |
| 13   | Allan Juel Larsen | Dänemark              | 1:14,3 min | +4,5 s  |
| 14   | Hernán Masanés    | Chile                 | 1:14,7 min | +4,9 s  |
| 15   | Octavio Echeverri | Kolumbien             | 1:14,8 min | +5,0 s  |
| 16   | Renzo Colzi       | Frankreich            | 1:15,1 min | +5,3 s  |
| 17   | James Davies      | Kanada                | 1:15,2 min | +5,4 s  |
| 18   | Paul Nyman        | Finnland              | 1:16,1 min | +6,3 s  |
| 19   | Hylton Mitchell   | Trinidad und Tobago   | 1:16,5 min | +6,7 s  |
| 19   | Evrard Godefroid  | Belgien               | 1:16,5 min | +6,7 s  |
| 21   | Saleem Farooqi    | Pakistan              | 1:20,8 min | +11,0 s |
| 22   | Nguyễn Văn Nhieu  | Südvietnam            | 1:23,6 min | +13,8 s |